# 亨利克·希米拉德斯基
亨利克·希米拉德斯基（Henryk Hektor Siemiradzki，1843年10月24日—1902年8月23日）是一位出生在俄国的波兰画家，常住罗马, 最为人铭记的是他的不朽的学院艺术。他以描绘古希腊罗马世界和《新约全书》中的场景而闻名，作品为欧洲许多国家美术馆所收藏。
他的许多绘画描绘了古代的场景，通常是阳光照射下的田园风光，或描绘早期基督徒生活的作品。他还绘制圣经和历史场景、风景和肖像。他最著名的作品包括利沃夫歌剧院和克拉科夫尤利烏什·斯沃瓦茨基劇院的幕布。
哈尔科夫大学的希米拉德斯基现代美术馆，是以希米拉德斯基命名。
希米拉德斯基的大型油画，包括受法兰西艺术院影响的《剑舞》，在波兰、俄罗斯和乌克兰的国家博物馆展出；尤其是克拉科夫纺织会馆博物馆、波茲南國家博物館、利沃夫国家美术馆和莫斯科特列季亚科夫画廊。

## 生平
希米拉德斯基是一位波兰贵族和俄国军官希波利特·希米拉德斯基的儿子，出生地是俄罗斯帝国哈尔科夫省贝尔戈罗德（今乌克兰哈尔科夫州丘古耶夫區），靠近哈尔科夫, 是他父亲的兵团驻扎的地方.。
该家族起源于拉多姆，姓氏来源于希米拉德斯基村。17世纪晚期，家族的一个分支在新格鲁多克附近（今属白俄罗斯）定居。亨利克的祖父在新格鲁多克县担任官员。他的父母是亚当·密茨凯维奇家人的密友。他就读于哈尔科夫的文理中学，在卡尔·布留洛夫的学生、当地教师德米特罗·
贝兹珀西的指导下学习绘画。他进入了哈尔科夫大学的物理数学学院，在那里学习自然科学，兴趣浓厚，但仍继续画画。

### 艺术生涯

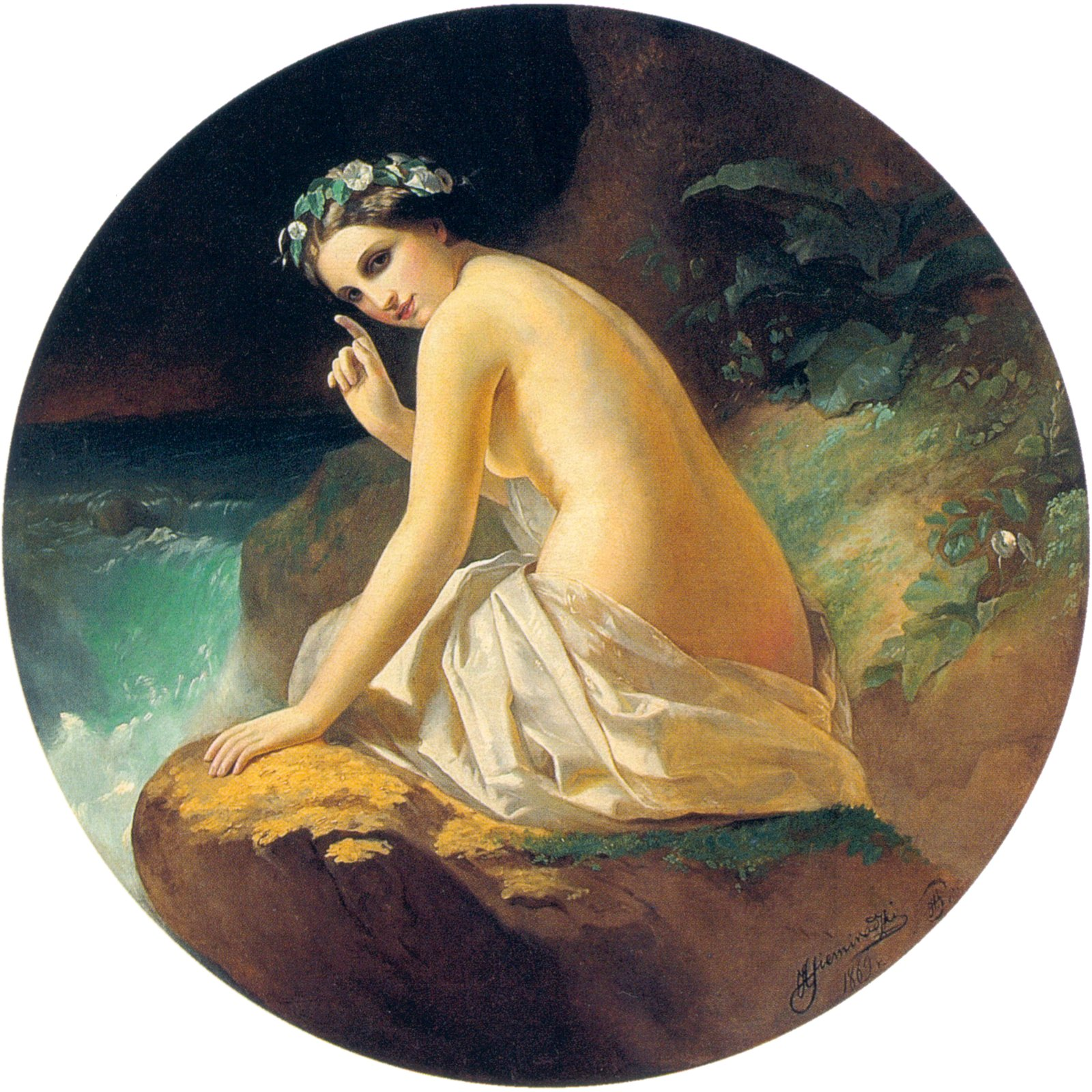
《宁芙》，1869年，利沃夫国家美术馆

他在大学毕业时获得副博士学位后，放弃了科学事业，从1864年到1870年前往圣彼得堡，在帝国艺术学院学习绘画。毕业时，他获得了一枚金牌。1870年至1871年，他在慕尼黑师从卡尔·冯·皮洛蒂，获得学院的资助。1872年，他前往罗马，后来在加埃塔街上建了一个工作室，在琴斯托霍瓦附近斯特泽科夫的庄园度过夏天。
1873年，他以阿列克谢·康斯坦丁诺维奇·托尔斯泰的诗句《罪人》为基础，创作了一幅油画《基督与罪人》，获得了帝国艺术学院院士的称号。1878年，他因绘画《花瓶》获得法国荣誉军团勋章和1878年巴黎世界博览会的金质奖章。1876年至1879年，希米拉德斯基为莫斯科基督救世主主教座堂和其他大型工程绘制湿壁画。1879年，他将自己最著名的作品之一，1876年左右绘制的巨型的《尼禄的火炬》，献给新成立的波兰国家博物馆。这件艺术品在博物馆最受欢迎的分馆，克拉科夫老城纺织会馆博物馆的希米拉德斯基厅展出。1893年左右，希米拉德斯基为莫斯科俄罗斯国家历史博物馆创作了两幅大型绘画作品，1894年为克拉科夫的尤利乌什·斯沃瓦茨基剧院制作了幕布。
1902年，他在斯特泽科夫去世，最初埋葬在华沙，后来将遗体转移到克拉科夫圣弥额尔圣达尼老圣殿的国家先贤祠。

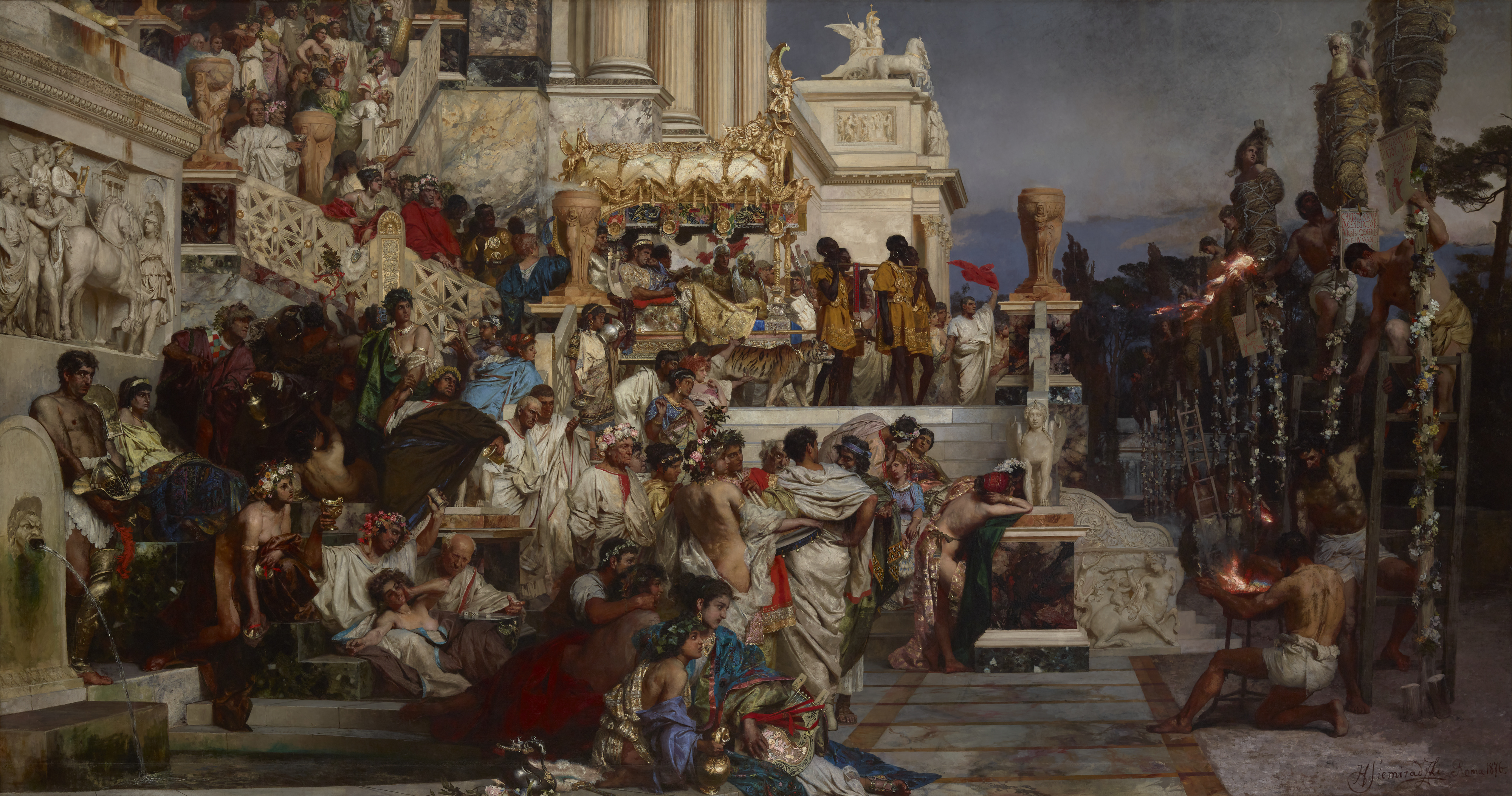
《尼禄的火炬》, 1876, 克拉科夫纺织会馆博物馆
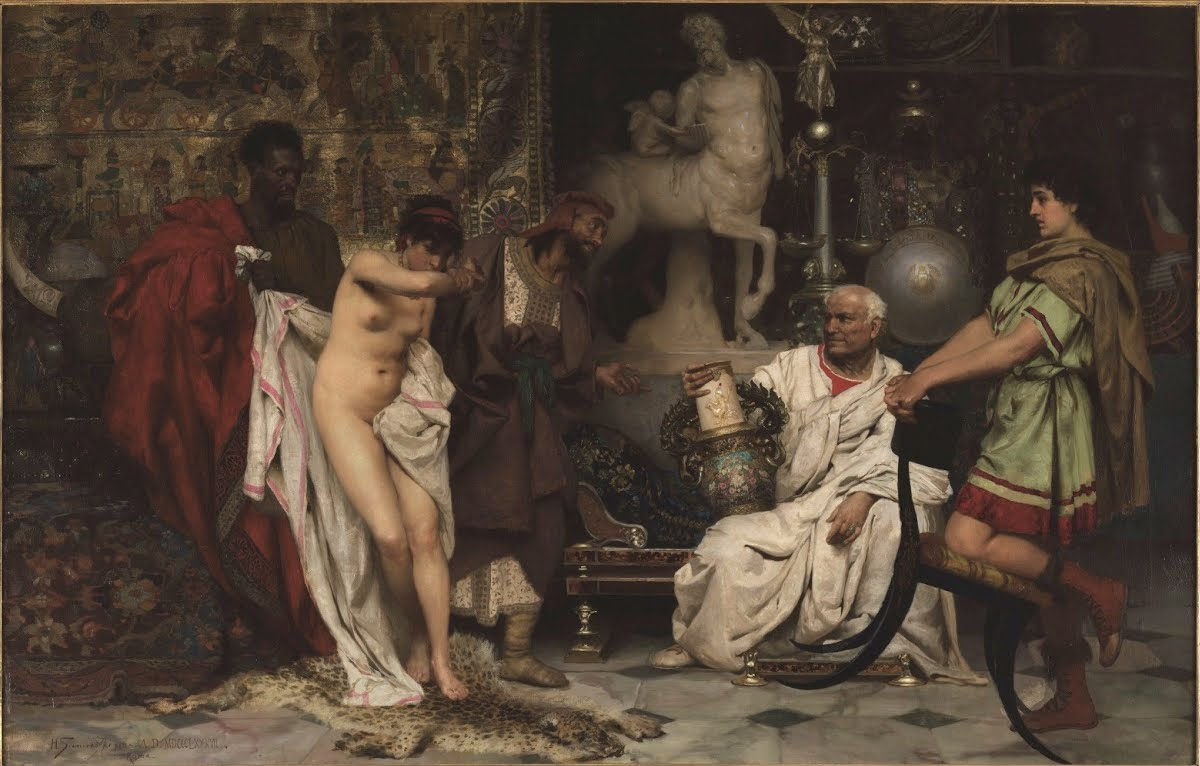
《女孩或花瓶》, 1878 ，私人收藏
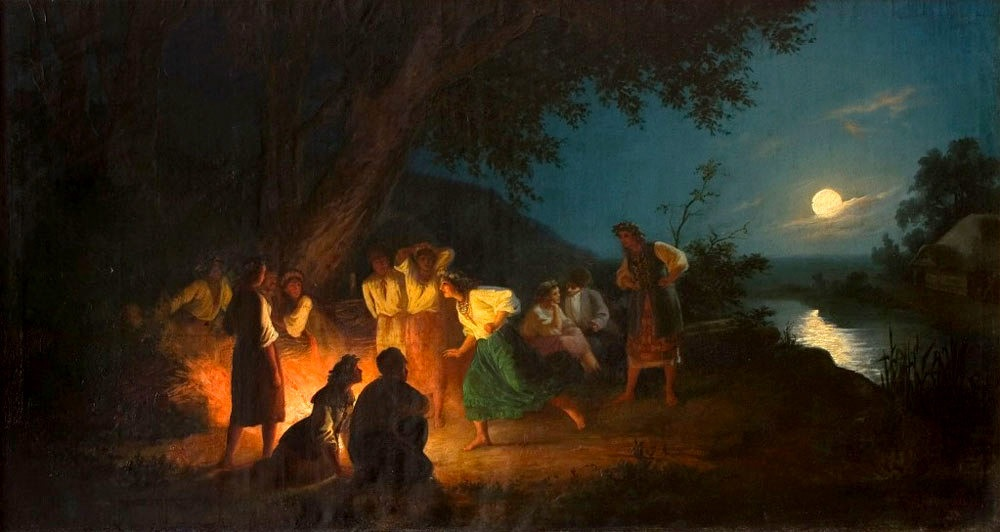
《伊凡·库帕拉节前夜》，1880年代，利沃夫国家美术馆
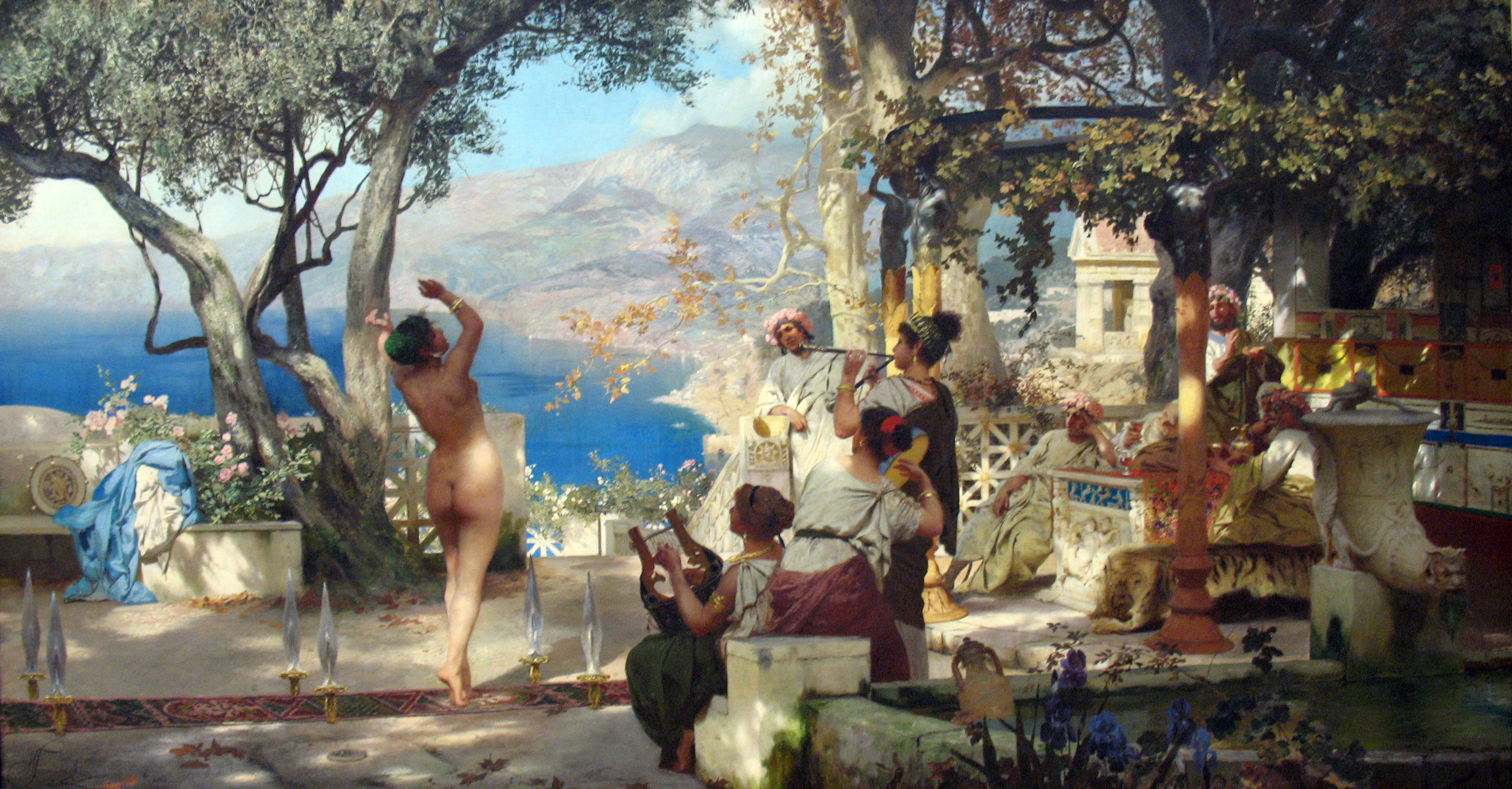
《剑舞》, 1881, 莫斯科特列季亚科夫画廊
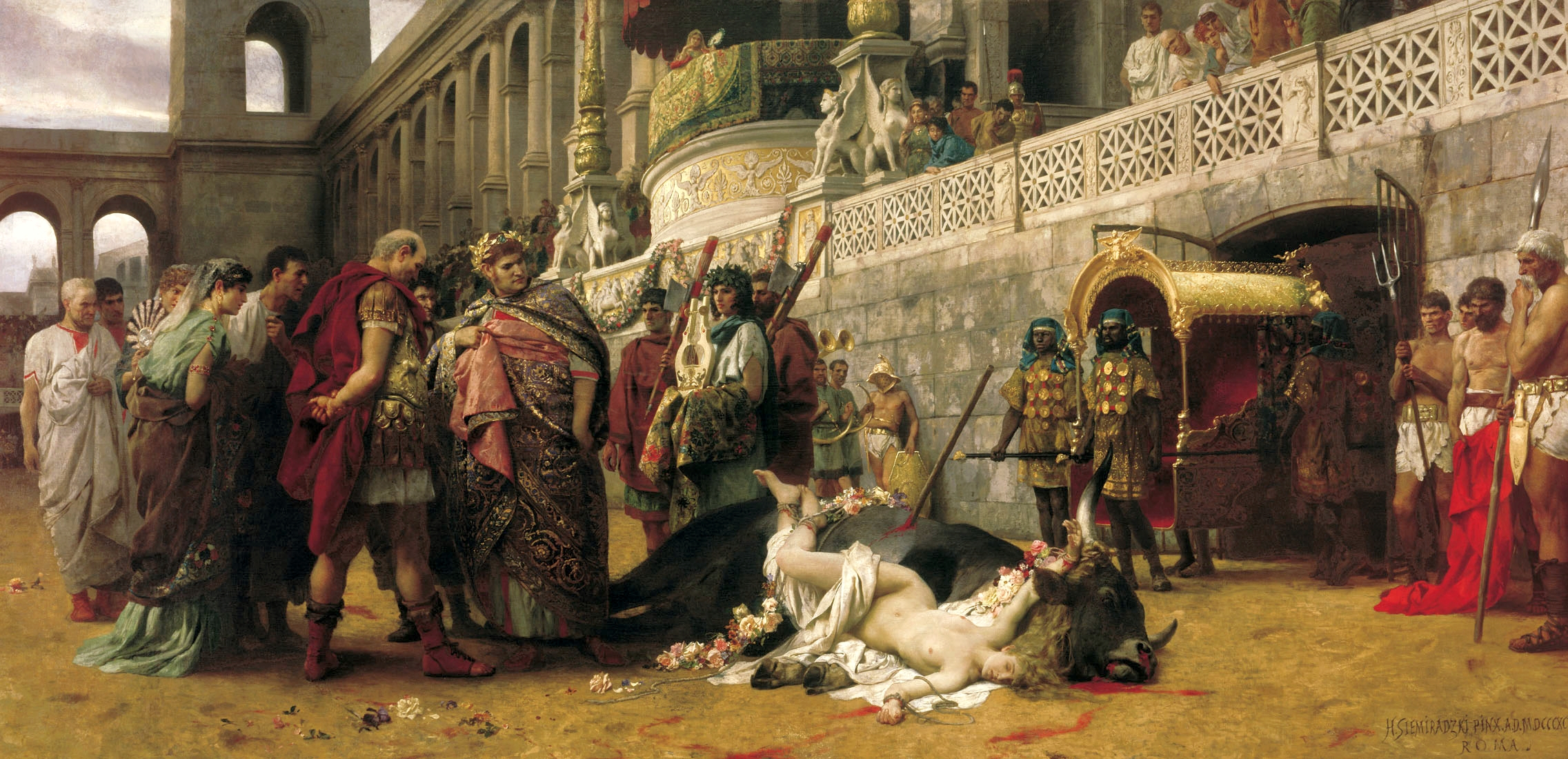
《基督徒的迪尔斯》, 1897, 华沙国家博物馆
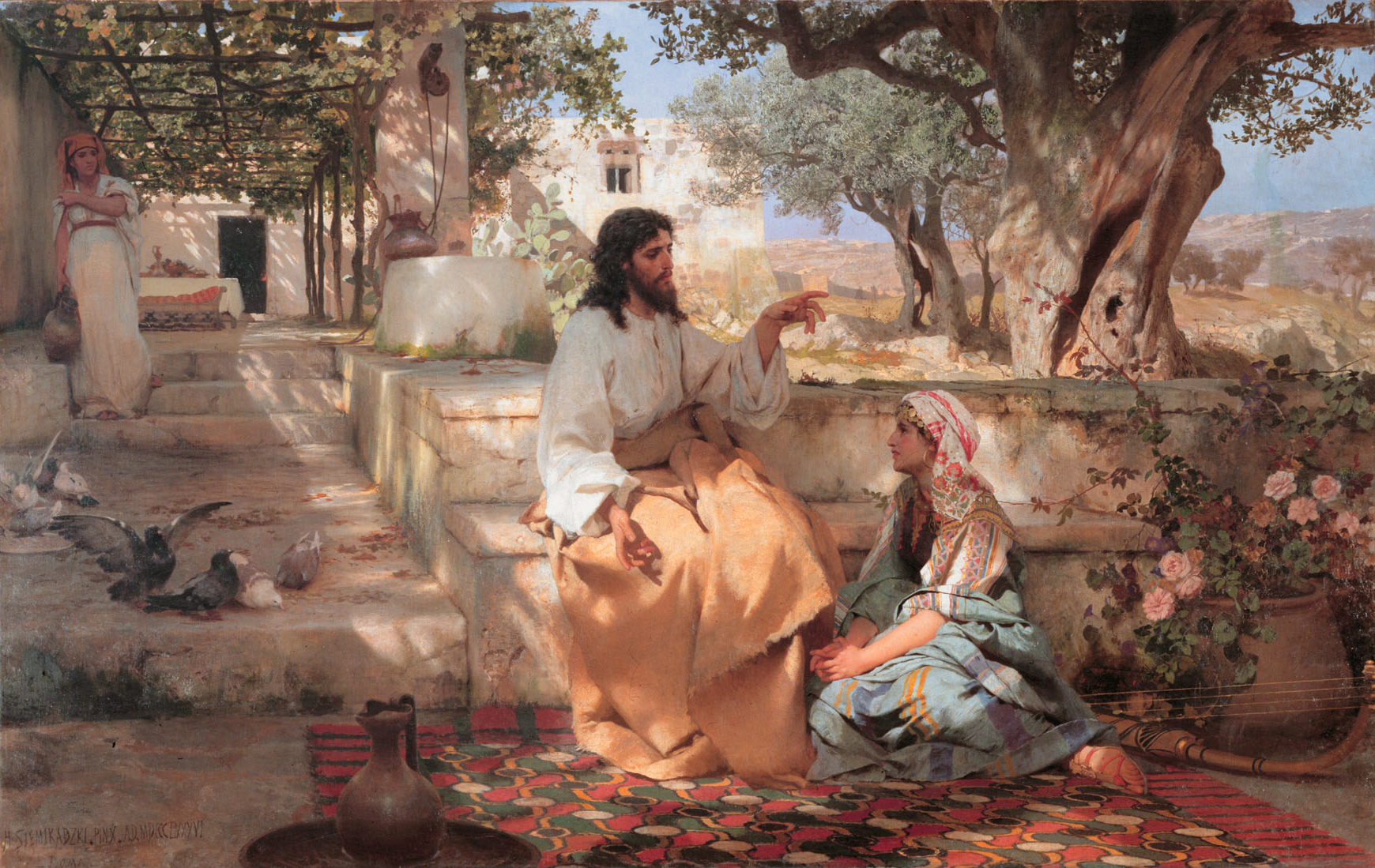
《耶稣、馬大和玛利亚》，1886，圣彼得堡俄罗斯博物馆
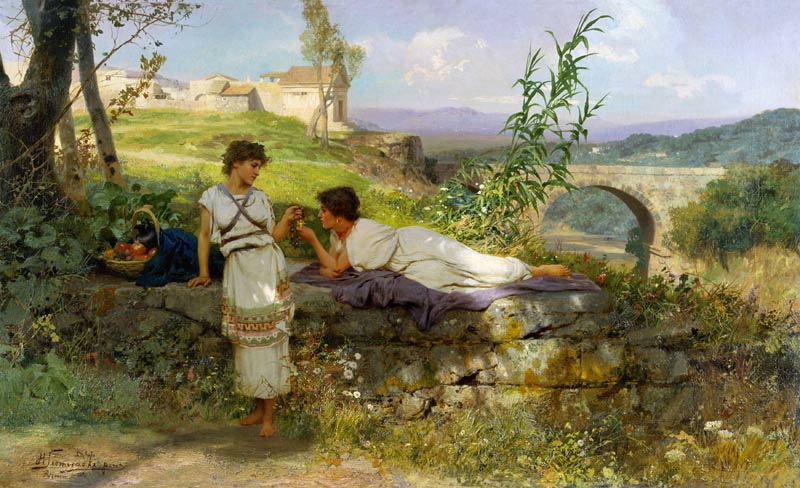
《护身符》，1880年代, 下诺夫哥罗德艺术博物馆
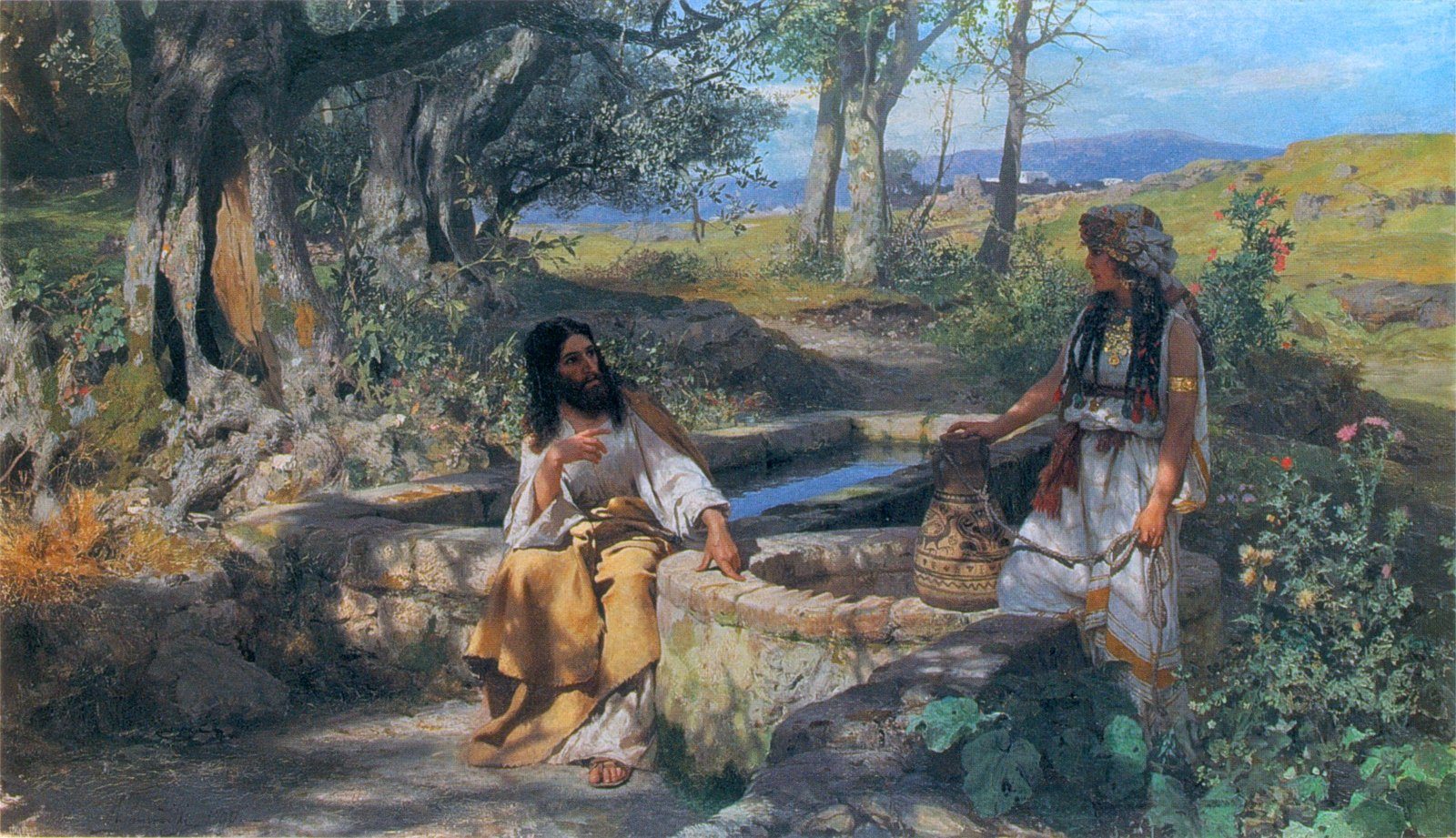
《耶稣与撒馬利亞人》，1890, 利沃夫国家美术馆
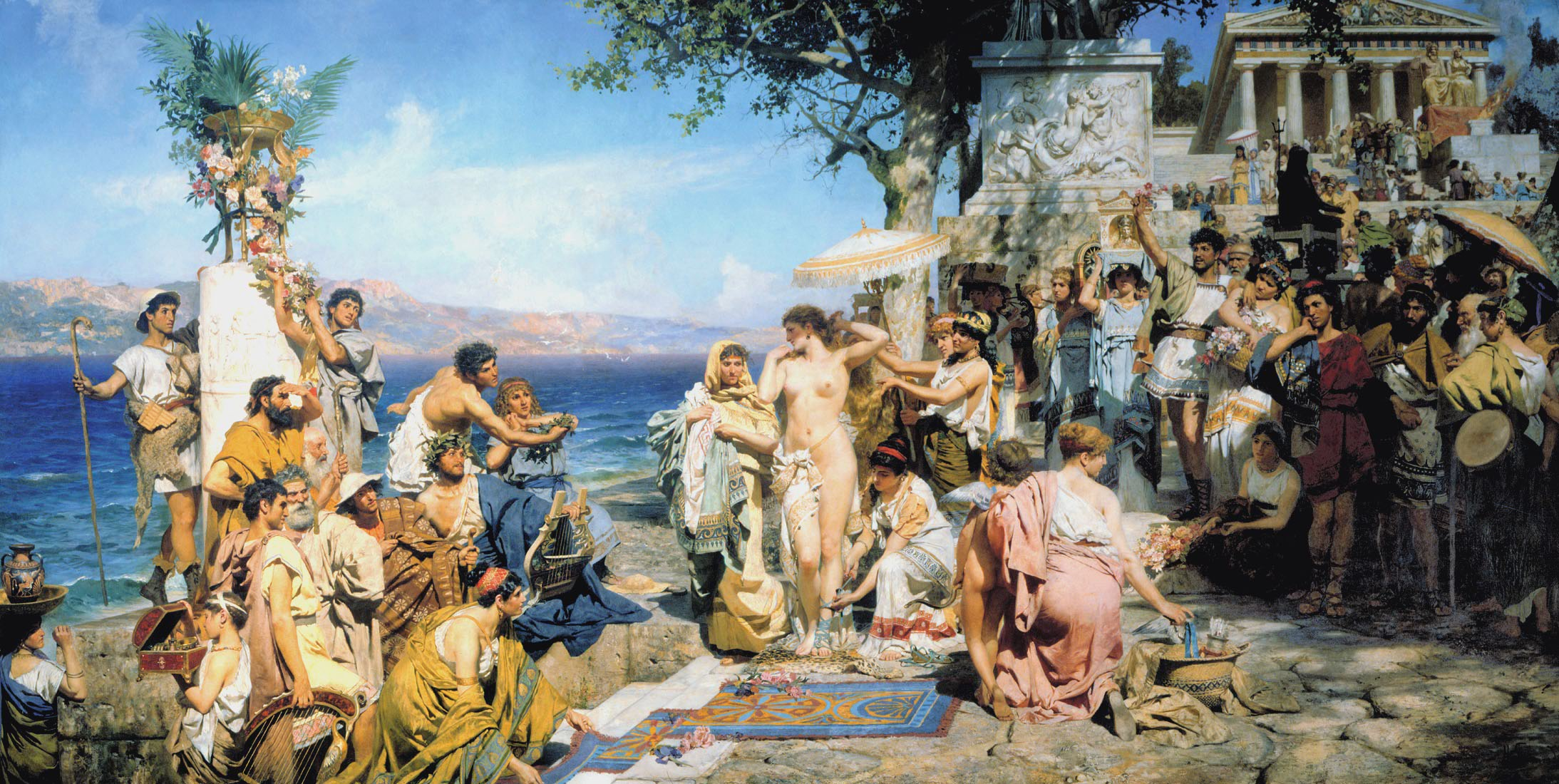
《芙里尼在埃莱夫西纳的波塞冬尼亚》, 1889, 圣彼得堡俄罗斯博物馆

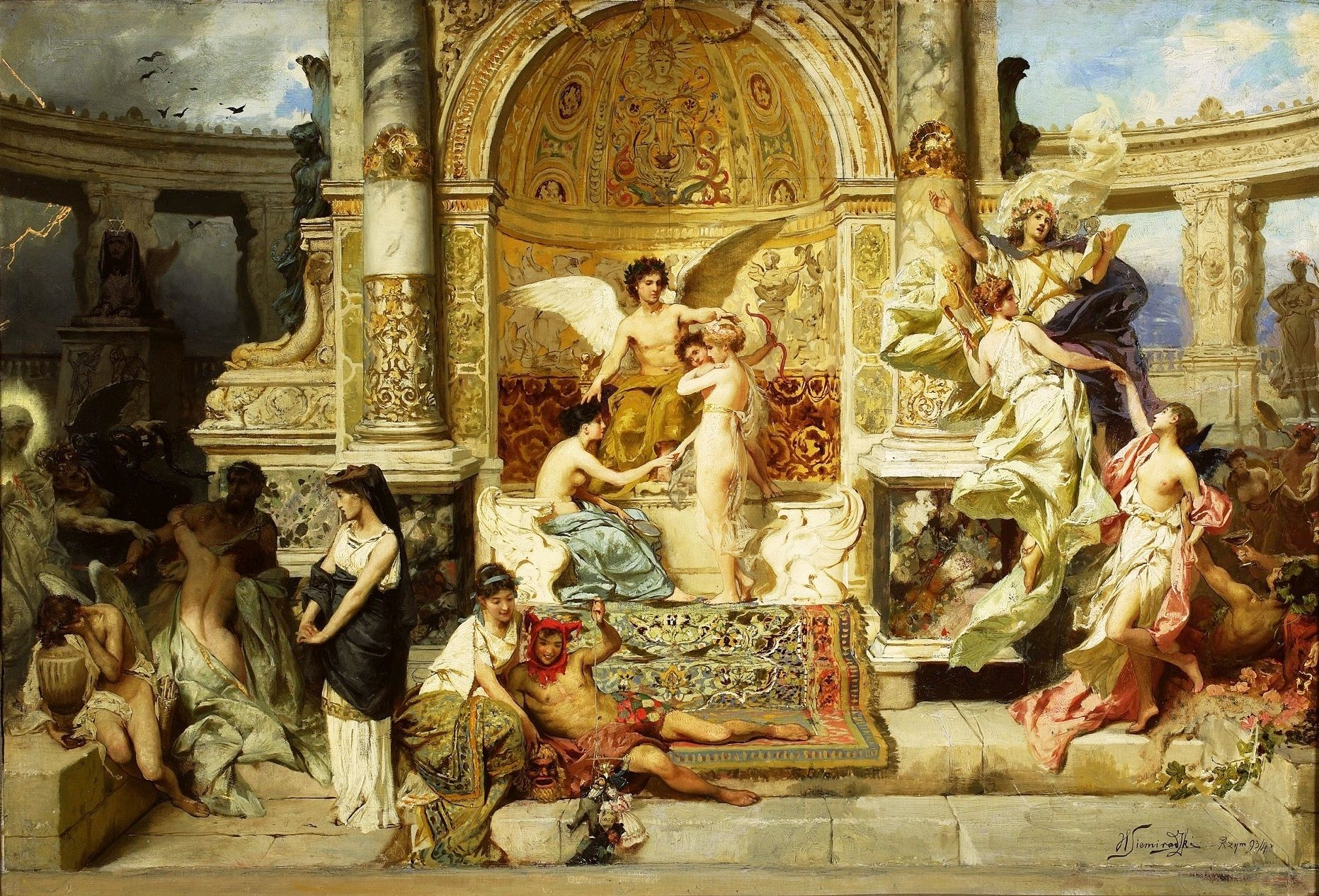
克拉科夫尤利烏什·斯沃瓦茨基劇院的幕布
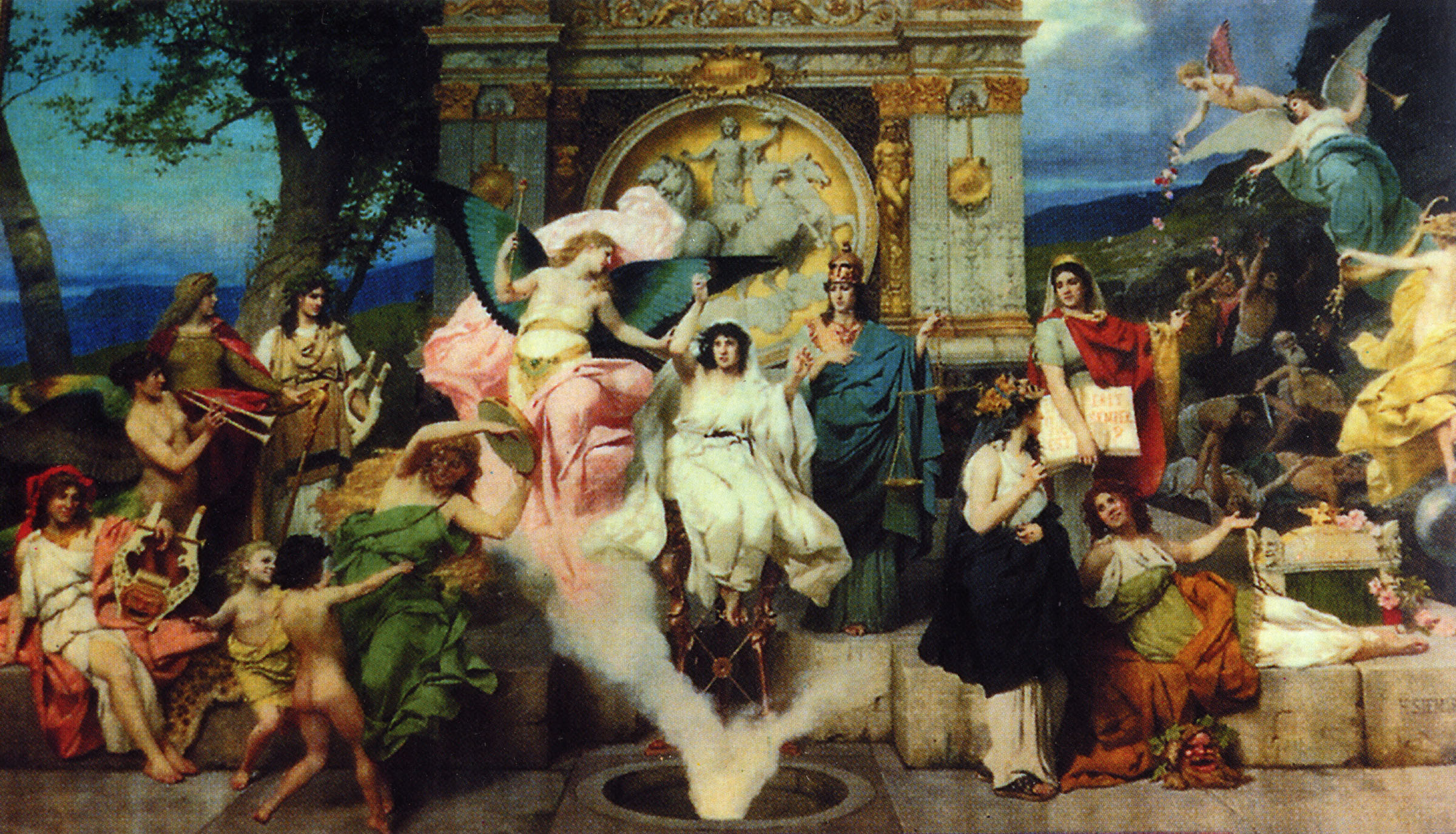
利沃夫歌剧芭蕾舞剧院的幕布